# Domenicus Badiaz
Domenicus Badiaz (Baetiaz), født før 1591 og død efter 1607 var en bygmester af formentlig italiensk oprindelse virksom i renæssancens Danmark. 
Badiaz omtales første gang i Danmark ved datteren Margrethes begravelse i Sønder Nærå på Nordfyn 1591: "Dominicus Bygmester paa Teglgaarden ved Ulfeldtsholm i Fyen" fik 7. januar 1597 betaling for en leverance på 60.000 mursten til kongen. Dominicus Bygmester er formodentlig identisk med den Dominicus Baetiaz, der 1600 nævnes som boende i Nyborg len. Januar 1607 indgik kongen en kontrakt med "en Bygmester, ved Navn Dominicus, der boede ved Ulfeldsholm paa Fyen". Han skulle afhugge pudsen på østtårnet på Nyborg Slot, konstruere en ny puds og restaurere med den. På grund af sit tilhørsforhold til egnen ved Ulfeldtsholm (Holckenhavn) regnes Badiaz for at være den sandsynlige mester for Jakob Ulfeldt den yngres bygninger på denne gård. Et karakteristisk træk ved byggeriet er kvaderbehandlingen af murværket, og dette træk kan sikkert knytte Badiaz' navn til byggerier på herregårdene Juulskov, Lykkesholm Slot og Arreskov.

## Værker
- Restauring af østtårnet på Nyborg Slot (1607)

### Tilskrivninger
- Jakob Ulfeldt den yngres bygninger på Ulfeldtsholm (påbegyndt o. 1597, nuværende Holckenhavn)
- Juulskov (formentlig 1590'erne)
- Den nordre del af portfløjen på Lykkesholm Slot (omkring 1600)
- Sydøsttårnet på det søndre hus på Arreskov (o. 1600)